# Barbie e le scarpette rosa
Barbie e le scarpette rosa (Barbie in The Pink Shoes) è un film d'animazione del 2013 diretto da Owen Hurley ed è il 24° film di Barbie.
Al film ha fatto seguito il cortometraggio distribuito in streaming Barbie in the Pink Shoes: Land of Sweets.

## Trama
Barbie è una ballerina molto brava, ma la sua insegnante di danza madame Natasha preferisce un'altra ragazza a lei, perché - al contrario di Barbie - non improvvisa passi né durante le prove di ballo, né durante le rappresentazioni. Rotte le scarpette durante le prove, Barbie riceve delle scarpette rosa magiche, che le permetteranno di catapultarsi, assieme alla sua migliore amica Hailey, nel mondo de Il lago dei cigni e di Giselle. Giselle è una ragazza voluta da due ragazzi di natura diversa: uno è un principe e l'altro è un  boscaiolo. L'antagonista di Giselle è la regina di ghiaccio, donna fredda ed esigente, che nella realtà rappresenta madame Natasha che pretende il meglio da tutti. Giselle affronta quindi la regina di ghiaccio mostrandole il suo balletto non apprezzato da madame Natasha, la regina l'affronta dicendo che i passi erano sbagliati ma lei aveva capito che non c'è un passo sbagliato nella danza se fatto col cuore. Tornata alla realtà, porta avanti con successo lo spettacolo di danza.

## Doppiaggio
| Personaggio               | Doppiatore originale | Doppiatore italiano  |
| ------------------------- | -------------------- | -------------------- |
| Kristyn                   | Kelly Sheridan       | Emanuela Pacotto     |
| Hailey                    | Katie Crown          | Deborah Morese       |
| Tara                      | Ali Liebert          | Loretta Di Pisa      |
| Hannah                    | Ali Liebert          | Sabrina Bonfitto     |
| Dillon/Principe Seigfried | Brett Dier           | Massimo Di Benedetto |
| Madame Natasha            | Tabitha St. Germain  | Cinzia Massironi     |
| Regina delle nevi         | Tabitha St. Germain  | Cinzia Massironi     |
| Fata Confetto             | Tabitha St. Germain  |                      |
| Ballerina cigno           | Tabitha St. Germain  |                      |
| Stage manager             | Tabitha St. Germain  |                      |
| Rothbart                  | Bill Mondy           | Gianni Gaude         |
| Thorpe                    | Bill Mondy           | Gianni Gaude         |
| Paesano                   | Bill Mondy           |                      |
| Lori Triolo               | Madame Katarina      | Elda Olivieri        |
| Madre di Giselle          | Teryl Rothery        |                      |
| Regina Vera               | Teryl Rothery        |                      |
| Albrecht                  | Trevor Devall        | Patrizio Prata       |
| Ballet scout #1           | Trevor Devall        | Patrizio Prata       |
| Hillarion                 | Kyle Rideout         |                      |
| Ballet scout #2           | Kyle Rideout         |                      |